# UGC 5720
Arp 233 = UGC 5720 ist eine irreguläre Galaxie im Sternbild Großer Bär, welche rund 67 Millionen Lichtjahre von der Milchstraße entfernt. Diese Galaxie wird auch als Blue compact dwarf galaxies (dt. „Blaue kompakte Zwerggalaxien“) bezeichnet, welche kleine kompakte Galaxien sind, die große junge Sternhaufen mit heißen, massereichen Sternen enthalten.
Halton Arp gliederte seinen Katalog ungewöhnlicher Galaxien nach rein morphologischen Kriterien in Gruppen. Diese Galaxie gehört zu der Klasse Galaxien mit Anzeichen für eine Aufspaltung.